# Norman Pritchard
Norman Gilbert Pritchard (ur. 23 czerwca 1875 w Kalkucie, zm. 31 października 1929 w Norwalk w Kalifornii) – lekkoatleta z Indii Brytyjskich, w późniejszym czasie aktor.
Wychował się w brytyjskiej rodzinie kolonialnej w Indiach. W 1900 przypłynął do Wielkiej Brytanii, gdzie wziął udział w mistrzostwach Amateur Athletic Association i dzięki uzyskanym tam wynikom zakwalifikował się na igrzyska olimpijskie w 1900 w Paryżu. Według IAAF reprezentował na nich Wielką Brytanię, ale Międzynarodowy Komitet Olimpijski uważa go za zawodnika Indii Brytyjskich.
Pritchard zdobył na igrzyskach dwa srebrne medale: w biegu na 200 metrów (przegrał z Walterem Tewksburym i w biegu na 200 metrów przez płotki (za Alvinem Kraenzleinem). Startował również w biegu na 110 metrów przez płotki (nie ukończył biegu finałowego), oraz w biegach na 60 metrów i 100 metrów (nie wszedł do finału).
Był mistrzem Bengalu w biegu na 100 jardów od 1894 do 1900. W 1905 przeniósł się na stałe do Wielkiej Brytanii. Tam od 1907 występował jako aktor pod nazwiskiem Norman Trevor. Później wyjechał do Stanów Zjednoczonych.

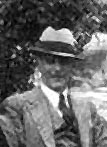
Norman Trevor

Wystąpił w 28 niemych filmach, m.in. u boku Ronalda Colmana i Clary Bow. Zmarł na chorobę mózgu.